# Sása (district de Revúca)
Sása (allemand : Sachsa bei Großsteffelsdorf,  hongrois : Szásza) est un village de Slovaquie situé dans la région de Banská Bystrica.

## Histoire
La première mention écrite du village date de 1332.

## Démographie

### Évolution de la population
| Année:               | 1994. | 2004.   | 2014.    | 2024.    |
| -------------------- | ----- | ------- | -------- | -------- |
| Nombre de personnes: | 126   | 137     | 183      | 220      |
| Différence:          |       | +8,73 % | +33,57 % | +20,21 % |

| Année:               | 2023. | 2024.   |
| -------------------- | ----- | ------- |
| Nombre de personnes: | 214   | 220     |
| Différence:          |       | +2,80 % |